# Chapeau melon et bottes de cuir
Pour l'adaptation cinématographique, voir Chapeau melon et bottes de cuir (film).
Chapeau melon et bottes de cuir est le titre français de deux séries télévisées : la série britannique The Avengers et sa suite, la série franco-canado-britannique The New Avengers. Ces deux séries, mélangeant espionnage, science-fiction et action, mettent en scène le personnage de John Steed, un agent secret britannique accompagné de différentes partenaires féminines, dont la plus connue reste Emma Peel.
La première série, ayant pour titre original The Avengers (« Les Vengeurs »), se compose de 161 épisodes de 52 minutes, dont 104 en noir et blanc, et fut créée par Sydney Newman et Leonard White. Elle a été diffusée du 7 janvier 1961 au 21 mai 1969 sur le réseau ITV1.
Au Québec, elle a été diffusée à partir du 5 janvier 1967 à la Télévision de Radio-Canada, et en France, dès le 4 avril 1967 sur la deuxième chaîne de l'ORTF, à partir de la quatrième saison. La rediffusion de la saison 4 et des épisodes en noir et blanc restés inédits en version originale sous-titrée a eu lieu à partir du 1er juillet 1991,dans Continentales d'été sur FR3. Les saisons 2 et 3 inédites ont été diffusées en version originale sous-titrée du 19 février 1998 au 2 avril 1999 sur 13e rue.
À l'occasion du cinquantième anniversaire de la série, Arte a diffusé, le 6 décembre 2010, pour la première fois quelques épisodes de la saison 1 inédite en version originale sous-titrée et restaurée. En 2018, Eurochannel a diffusé la série avec une introduction d'Alain Carrazé pour chaque épisode.
La seconde série, intitulée en anglais The New Avengers (« Les Nouveaux Vengeurs »), créée par Brian Clemens et Albert Fennell, se compose de 26 épisodes de 52 minutes. Elle a été diffusée entre le 22 octobre 1976 et le 18 novembre 1977 sur ITV1. En France, elle a été diffusée à partir de 1977 sur TF1, avant d'être rediffusée en 1987, puis en septembre 1989 dans La Une est à vous sur TF1.
Dans la suite de l'article, par convention, la première saison de la seconde série sera désignée comme la saison 7 et la seconde saison de la seconde série sera désignée comme la saison 8.

## Première série:The Avengers

### Dr David Keel
Patrick Macnee, chapeau melon sur la tête et parapluie au bras, joue l'agent secret John Steed tout au long des deux séries (The Avengers et The New Avengers). Dans la première saison (inédite en France, mis à part deux épisodes), Steed n'est qu'un personnage secondaire, le héros est le médecin David Keel, joué par Ian Hendry. La fiancée de Keel est tuée par des trafiquants de drogue et Steed, agent d'une branche obscure des services secrets, l'aide à venger la mort de sa fiancée en faisant arrêter le coupable, d'où le titre anglais de la série, qui signifie Les Vengeurs. Steed entraîne ensuite le docteur dans d'autres missions où ils vont lutter ensemble contre le crime. On notera la présence récurrente de Carol Wilson (jouée par Ingrid Hafner (en)), secrétaire et partenaire du médecin pour certaines de ses enquêtes. Leur relation assez ambiguë préfigure les futurs duos mythiques de la série. Le trio qu'ils forment avec Steed préfigure aussi The New Avengers. Ajoutons que Steed enquête seul avec Carol Wilson dans deux épisodes (Ashes of roses' et 'Kill the King') et que Keel enquête seul avec son assistante dans 'Girl on the Trapeze'. Un des chefs de Steed, One-Ten (1-10, joué par Douglas Muir), qui lui fournit régulièrement des missions, jouera également dans la saison 2.

### John Steed et Cathy Gale
Dans la deuxième saison, Ian Hendry parti parce qu'il ne veut pas renouveler son contrat, le docteur Martin King (Jon Rollason (en)) assiste Steed durant trois épisodes, et Steed devient le héros. Steed a ensuite pour partenaire féminine l'anthropologue Cathy Gale (jouée par Honor Blackman) dans dix-sept épisodes de la saison, et la chanteuse de cabaret Venus Smith (Julie Stevens (en)) dans six épisodes. Cette saison est un succès grâce, notamment, à l'arrivée de Cathy Gale, première femme forte de l'histoire de la télévision et dont la relation avec Steed reste avant tout professionnelle et produit étincelles et tension sexuelle par leurs disputes incessantes.
Dans la troisième saison, Cathy Gale reste seule partenaire de Steed. Il est élégant, fait preuve d'un flegme inaltérable et d'un humour très britannique. Elle est belle et efficace, souvent habillée de cuir (d'où le titre français de la série). Les scénarios progressent en qualité, probablement grâce à l’arrivée de Brian Clemens. Le nom de ce scénariste-producteur reste attaché à cette série à laquelle il a donné ses lettres de noblesse. La fantaisie, marque de fabrique des saisons suivantes, fait ici son apparition.
Ces trois premières saisons sont peu connues en France, car elles n'ont jamais été doublées et n'ont pas été diffusées en France avant 1997 (sur 13e rue).

### John Steed et Emma Peel
La quatrième saison voit apparaître Emma Peel, jouée par Elizabeth Shepherd (en). Après avoir terminé The Town of No Return et la moitié de The Murder Market, les producteurs ont conclu que, bien que talentueuse, elle n'était pas l'actrice qui convenait pour le rôle. C'est Diana Rigg qui tient le personnage d'Emma Peel en 1965. Elle est belle, jeune, courageuse, moderne et émancipée. Elle forme avec John Steed un duo de chic et de choc qui fera l'immense succès international de la série à l'humour « so british ».
La cinquième saison, toujours avec Emma Peel (« Mme Peel, on a besoin de nous »), marque le passage à la couleur. Des acteurs connus tels que Christopher Lee et Peter Cushing apparaissent en invité vedette, d'autres y font leurs débuts (Julian Glover, Donald Sutherland, Charlotte Rampling, Freddie Jones). C'est la dernière saison de Diana Rigg qui, après quelques films au cinéma, retourne au théâtre shakespearien.

### John Steed et Tara King
Dans la sixième saison, Tara King (jouée par Linda Thorson) est une jeune fille espiègle, souvent provocante, intelligente, combative et efficace. Elle succède à Emma Peel (comme Honor Blackman, Diana Rigg a quitté la série pour tourner un James Bond, Au service Secret de sa Majesté, avec George Lazenby). Sa relation avec Steed est plus intime, tout en gardant une certaine ambiguïté. D'autres personnages récurrents apparaissent : le chef, Mère-Grand (Patrick Newell), et le garde du corps de celui-ci, féminin et muet, Rhonda (jouée par Rhonda Parker). Bien que Tara King ait été parfois critiquée pour sa différence, cette saison, qui peut avoir autant de charme que les précédentes pour certains spectateurs, est celle, sans nul doute, qui porte l'imagination des scénaristes et également celle des réalisateurs à leur sommet dans l'absurde et l'humour. Brian Clemens la considère comme étant « la meilleure du point de vue des scénarios ». Toutefois, plusieurs épisodes comptent des faiblesses indéniables que les saisons avec Emma Peel n'accusaient ni à ce point ni de façon aussi récurrente. On retrouve en guest-stars durant la saison : Julian Glover, John Cleese, Christopher Lee et Edward Fox.
La série se termine à la fin de cette saison en 1969, en plein succès mondial. En effet, elle devient de plus en plus coûteuse à produire, et le producteur américain se retirant du projet, les Britanniques ne peuvent se résoudre à la produire seuls.

## Seconde série:The New Avengers

### John Steed, Purdey et Mike Gambit
En 1976, la série renaît sous le titre britannique The New Avengers (littéralement, Les Nouveaux Vengeurs), avec deux partenaires cette fois-ci pour Steed : la belle et intrépide Purdey Sans-nom-de-famille (Joanna Lumley, la future Patsy d’Absolutely Fabulous) et le fringant Mike Gambit (Gareth Hunt). Le personnage de Gambit est créé pour les scènes d'action, Patrick Macnee commençant à prendre de l'âge. Il y aura deux saisons de treize épisodes. S'agissant d'une coproduction franco-britannique entre ITV et TF1, les sept derniers se passent hors de Grande-Bretagne, trois en France et quatre au Canada. La série, plus réaliste et moins délirante que la première version, mise plus sur l'action, même si on retrouve l'humour britannique de Steed et les joutes verbales de Gambit et Purdey.
Le scénariste Dennis Spooner a déclaré qu'à la fin de sa course Chapeau melon et bottes de cuir était allé aussi loin que possible en termes de parodie. C'est pour cette raison que pour The New Avengers, Brian Clemens a visé intentionnellement des histoires réalistes, d'espionnage, dans le style de Len Deighton. Spooner a déclaré : « On ne peut pas dire : “Je n'aime pas vraiment The New Avengers, parce que ça ne ressemble pas à l'ancienne série”, car ça n'aurait jamais pu y ressembler. On a tout bazardé ! Et il n'y avait aucun moyen de revenir en arrière ».
Lorsqu'on lui a rappelé le scénario de l'épisode Gnaws des The New Avengers, Spooner a admis : « Eh bien, oui, vers la fin, on s'est un peu relâchés ! ». « Certains des scénarios utilisés dans la série ont été recyclés à partir de scénarios antérieurs écrits par Clemens ou Spooner pour d'autres séries. Steed et la Voyante était basé sur l'épisode Meurtre en tête de la série Angoisse ; et Le Monstre des égouts était basé sur L'Attaque des alligators de la série Les Sentinelles de l'air ».

## Distribution

### Première série 1961-1969 (The Avengers)

#### Personnages principaux
- Patrick Macnee (VF : Jean Berger) : John Wickham Gascoyne Berresford Steed dit John Steed (1961-1969). Agent des services secrets britanniques (159 épisodes, saisons 1-6).
- Ian Hendry : Dr David Keel (1961-1962). Médecin généraliste (25 épisodes, saison 1).
- Jon Rollason (en) : Dr Martin King (1962). Médecin généraliste (3 épisodes, saison 2).
- Julie Stevens (en) : Venus Smith (1962-1963). Chanteuse de cabaret (6 épisodes, saison 2).
- Honor Blackman : Dr Catherine Gale dite Cathy Gale (1962-1964). Anthropologue (43 épisodes, saisons 2-3).
- Diana Rigg (VF : Michèle Montel puis Francine Lainé) : Emma Peel (1965-1967). PDG de la compagnie Knight Industries (51 épisodes, saisons 4-5).
- Linda Thorson (VF : Annie Balestra puis Lily Baron) : Tara King, agent 69 (1968-1969). Agent des services secrets britanniques (33 épisodes, saison 6).

#### Personnages récurrents
- Ingrid Hafner (en) : Carol Wilson (1961-1962). Secrétaire du Dr Keel (19 épisodes, saison 1).
- Gillian Muir : Judy (1962). Secrétaire du Dr King (2 épisodes, saison 2).
- Douglas Muir : One-Ten (1961-1962). Supérieur de John Steed (11 épisodes, saisons 1-2).
- Patrick Newell (VF : Henri Poirier) : Mère-Grand (Mother) (1968-1969). Supérieur de John Steed et Tara King (20 épisodes, saison 6).
- Rhonda Parker : Rhonda (1968-1969). Garde du corps de Mère-Grand (18 épisodes, saison 6).

#### Personnages secondaires
À cinq reprises, pour cause d'absence, kidnapping de sa partenaire ou autres imprévus, Steed a dû faire équipe avec une autre partenaire, pas forcément agent de son état. Voici donc la liste de ses remplaçantes :
- Fenella Fielding (en) : Kim Lawrence (Les Charmeurs, saison 3).
- Liz Fraser : Georgie Price-Jones (Maille à partir avec les taties, saison 4).
- Anna Quayle : Olga (Meurtres distingués, saison 5).
- Valerie Van Ost (en) : Penny (La chasse au trésor, saison 5).
- Jennifer Croxton (en) : Lady Diana Forbes-Blakeney (Meurtres au programme, saison 6).

Dans l'épisode Miroirs (saison 6), à cause de la mise aux arrêts de Steed, Tara fait équipe avec l'agent Watney (Dinsdale Landen).

#### Autres personnages
- Paul Whitsun-Jones (en) : Charles. Supérieur de John Steed (2 épisodes, saison 3).
- Warren Mitchell (en) : Vladimir Jaroslav Brodny. Ambassadeur soviétique en Angleterre (2 épisodes, saisons 4-5).
- Frederick Jaeger (en) : Benson. Scientifique, expert en robotique (2 épisodes, saisons 4-5).
- Iris Russell : Grand-Père (Father). Supérieure de John Steed et Tara King (1 épisode, saison 6).

### Seconde série 1976-1977 (The New Avengers)

#### Personnages principaux
- Patrick Macnee (VF : Jean Berger) : John Wickham Gascoyne Berresford Steed dit John Steed. Agent des services secrets britanniques et chef de Purdey et de Gambit. (26 épisodes, saisons 7-8).
- Joanna Lumley (VF : Nadine Delanoë) : Purdey. Agent des services secrets britanniques (26 épisodes, saisons 7-8).
- Gareth Hunt (VF : Michel Derain) : Michael Gambit dit Mike Gambit. Agent des services secrets britanniques (26 épisodes, saisons 7-8).

#### Autres personnages
- John Paul (en) : Dr Kendrick, médecin des agents secrets britanniques (2 épisodes, saison 7).

## Doublage
Les saisons 4 à 8 ont entièrement été doublées en français. Les saisons 1 à 3 n'ont pas été doublées en français et sont disponibles (à l'exception de la saison 1) avec des sous-titres français.
Les saisons 4 à 6 ont été doublées chez Teleart, dirigée par Jean-Paul Blondeau. Genevieve Leforestier était chargée de l'adaptation de la série. Sept épisodes de la saison 4 ont été doublés tardivement en 1993 sous la direction de Philippe Carbonnier.
John Steed est doublé par Jean Berger. Emma Peel est doublée par Michèle Montel, à l'exception de sept épisodes de la saison 4 (Les Fossoyeurs, Le Fantôme du Château De'Ath, La Mangeuse d'homme du Surrey, Dans sept jours le déluge, Un Steed de trop, L'héritage diabolique) doublés en 1993 par Francine Lainé. Tara King est doublée par Lily Baron, sauf dans l'épisode Ne m'oubliez pas. Mère-Grand est doublé par Henri Poirier.
Pour les saisons 7 et 8, Jean Berger a de nouveau enfilé le costume de John Steed, aux côtés de Nadine Delanoë pour Purdey et Michel Derain pour Mike Gambit.

## Structure des épisodes
Chapeau melon et bottes de cuir qui décrit les différentes enquêtes de John Steed et de ses différentes partenaires, est une série constituée d'épisodes indépendants, c'est-à-dire qu'aucun épisode n'influe sur un autre ou ne s'inscrit dans un arc narratif principal. 
Les épisodes des trois premières saison sont divisées en trois parties. Certains épisodes font apparaitre les mêmes ennemies, certains épisodes ne suivent pas l'ordre chronologique d'une saison et enfin certaines partenaires de John Steed, brisent le quatrième mur lors de leurs dernières apparitions.
- Les deux premiers épisodes de la série qui constituent un double épisode pilote sont Neige brûlante et Brought to book. Il ne subsiste de Neige brûlante que les vingt premières minutes.
- La saison 8 de la série comporte des épisodes tournés en France et au Canada qui s'orientent vers la fin de la série. Cette dernière saison se finit avec deux arcs narratifs dont le premier se passe en France (Le Lion et la Licorne, Le Long Sommeil, parties 1 et 2) et dont le deuxième se passe au Canada (Complexe X-41, Les Gladiateurs, Bastion pirate et Emily).
- À trois reprises, les Avengers doivent affronter des robots-tueurs : les Cybernautes inventés par le maléfique Dr Armstrong. Ces épisodes sont dans l'ordre chronologique, Les Cybernautes (saison 4), Le Retour des Cybernautes (saison 5) et enfin Le Dernier des Cybernautes (saison 7).
- La saison 6 contient trois épisodes réalisés sous la direction du producteur John Bryce qui précèdent les trente autres réalisés sous la direction de Brian Clemens, revenu aux commandes de la série. Ces épisodes sont assez différents des autres et de surcroît, Linda Thorson porte une perruque blonde qu'on ne verra plus par la suite. Les quatre premiers épisodes de la saison 6 à regarder dans l'ordre sont donc : Ne m'oubliez pas, L'Invasion des Terriens, Un dangereux marché et Homicide et vieilles dentelles (l'épisode Ne m'oubliez pas fait office de passerelle entre la saison 5 et la saison 6).
- À trois reprises, une partenaire de Steed prend ouvertement congé du téléspectateur dans le dernier épisode où elle apparaît. Il faut donc regarder comme dernier épisode de la période Cathy Gale Le Quadrille des homards (saison 3). Comme dernier épisode de la période Emma Peel Ne m'oubliez pas (saison 5) et comme dernier épisode de la période Tara King Bizarre (saison 6).

## Musique de générique
Les compositeurs sont John Dankworth pour les trois premières saisons (des épisodes du début à ceux avec Honor Blackman) dans un style jazzy fréquent dans les séries policières de l'époque, le thème est légèrement réorchestré dans la saison 3 puis Laurie Johnson pour les saisons ultérieures à partir de l'arrivée de Diana Rigg. Le générique de la saison 4 est devenu le générique de référence, celui de la période culte, il sera précédé d'une introduction pour percussions seules pour la saison 5 et un solo de trompette (le thème de Tara) s'y greffera pour la saison 6. Les New Avengers auront un thème plus énergique, plus percussif, plus dans l'esprit des séries policières des années 1970, même si Laurie Johnson a gardé son fameux motif de quatre notes qui ouvrait le générique des saisons précédentes.
Howard Blake ne composa aucun générique, mais composa la musique de plusieurs épisodes de la saison 6 (comme Miroirs ou Jeux) lorsque Laurie Johnson n'était pas disponible.

## Produits dérivés

### DVD
Au 24 juillet 2007, toutes les saisons parues en France sont disponibles chez StudioCanal. La première saison est toujours inédite, tous les épisodes, à l'exception de trois, étant perdus. Parmi les trois épisodes sauvegardés, on trouve le pilote de la série, Hot Snow (Neige brûlante, en version française), dont seules les vingt premières minutes sont connues, La Trapéziste (Girl on the Trapeze) et enfin Passage à tabac (The Frighteners), les deux seuls épisodes complets de la saison 1 (qui étaient déjà disponibles sur un disque bonus dans la version 2002 de la collection officielle en kiosques). Ces trois épisodes ont fait l'objet d'un DVD Bonus pour les abonnés kiosques de la version 2004 de la collection officielle Chapeau melon et bottes de cuir éditée par Studio Canal. Les deux épisodes complets ont été diffusés pour la première fois sur une chaîne hertzienne en France en décembre 2010 sur Arte en version originale sous-titrée.
StudioCanal a sorti l'intégrale des New Avengers en un seul coffret, le 22 avril 2008.
L'intégrale ressort en DVD le 3 octobre 2017 et contient les épisodes en version restaurée (du moins pour les saisons 4 à 6) ainsi que les mêmes bonus que l'édition Blu-ray. Pour la première fois, les deux séries sont rassemblées en un seul coffret, on peut donc qualifier cette édition de véritable intégrale.
Perdu pendant 55 ans et retrouvé au sein d'une collection privée, l'épisode L'Effroyable tunnel ("The Tunnel of Fear) a été édité en DVD en 2018 par StudioCanal uniquement au Royaume-Uni.

### Blu-ray
- Saison 4 : le 20 octobre 2015, Studiocanal sort la quatrième saison de la série classique en coffret sept Blu-ray, soit un total de vingt-six épisodes en noir et blanc avec un son et une image restaurés ainsi que les suppléments suivants : interview de Laurence Bourne, les coulisses du tournage des Cybernautes, la fin alternative de Mort en magasin, la séquence de l'échiquier, une interview d'Elizabeth Shepherd, la bande-annonce de 1965-1966, une interview de Brian Clemens, Armchair Theatre avec Diana Rigg, épisode reconstitué Mort au roi, une interview de Diana Rigg, la bande-annonce de 1967, l'épisode reconstitué de Mort de froid, trailer de John Stamp, une interview de Patrick Macnee, essais couleurs du Club de l'enfer, l'étrange affaire du corps disparu et un court-métrage inédit : Le Diadème. Il s'agit d'une édition zone 2 région B. Le ratio de l'image est en 1.37:1 plein écran 4:3 1080p haute définition avec la présence de français et anglais PCM mono avec sous-titres français. (ASIN B00MJDE6C4)
- Saison 5 : le 20 octobre 2015, Studiocanal sort la cinquième saison de la série classique en coffret sept Blu-ray, soit un total de vingt-quatre épisodes en couleurs avec un son et une image restaurés ainsi que les suppléments suivants : quatre scènes coupées, vingt-quatre informations insolites, quatre reconstitutions d'épisodes de la saison 1, sept galeries photos, huit présentations d'épisodes par Brian Clemens, interviews de Patrick MacNee et Diana Rigg en Allemagne, titres allemands des années 1960, commentaire de Richard Harris sur Le Vengeur volant, commentaire de Peter Wyngarde sur Caméra meurtre, interview de Diana Rigg, commentaire de Cyd Chils sur Les Cybernautes, Diana Rigg récompensée, trailer Ils sont de retour, bande-annonce de la saison 5, bande-annonce cinéma de l'Allemagne, Opération Costa Brava, Héroïne, Macabre, Flamenco, Extrait de l'épisode La Clé dorée, commentaire de Brian Clemens sur Le village de la mort, Rétrospective. Il s'agit d'une édition zone 2 région B. La ratio image est en 1.37:1 plein écran 4:3 1080p haute définition avec la présence de français et anglais PCM mono avec sous-titres français. (ASIN B010LP13B8)
- Saison 6 : le 20 octobre 2015, Studiocanal sort la sixième saison de la série classique en coffret neuf Blu-ray, soit un total de trente-trois épisodes en couleurs avec un son et une image restaurés ainsi que les suppléments suivants : générique de fin américain de L'Invasion des terriens, générique de fin alternatif de Ne m'oubliez pas, bande-annonce avec Linda Thorson, neuf essais de comédiens, featurette : Ne m'oubliez pas, le savez-vous ?, neuf galeries de photos, trois reconstitutions d'épisodes de la saison 1, six présentations d'épisodes par Linda Thorson, commentaire audio de Brian Clemens et Roy Baker sur Double Personnalité, crédit du générique de fin, présentation de Linda Thorson, génériques allemands, présentation de l'épisode George et Fred par Cyril Frankel, pause publicitaire, commentaire audio de Robert Fuest sur Jeux, commentaire de Cyd Child sur Je vous tuerai à midi, commentaire audio de Jennifer Croxton sur Meurtre au programme, sur les traces de Tara King, Spécial Tara King, le top 10 des lieux de Londres sur J'aimerais que tu sois ici ?, Commentaire de John Hough sur Le Matin d'après et Amour quand tu nous tiens. Il s'agit d'une édition zone 2 région B. Le ratio d'image est en 1.37:1 plein écran 4:3 1080p haute définition avec la présence de français et anglais PCM mono avec sous-titres français. (ASIN B010LP15V6)

### Bande dessinée
- Chapeau melon et bottes de cuir : album format 21 × 1,9 × 26,2 cm relié cartonné de 160 pages noir et blanc. Scénario de Grant Morrison et Anne Caulfield, dessins de Ian Gibson. Le récit adapte de nouvelles aventures avec Emma Peel et Tara King. Sorti le 21 août 2013 aux éditions du Soleil.  (ISBN 2-302-03058-3 et 978-2-302-03058-9)
- Chapeau melon et bottes de cuir : album 21 × 0,5 × 26,2 cm broché cartonné de 48 pages couleurs. Scénario de Guy Hempay, dessins de Pierre Le Goff. Six histoires adaptant les nouvelles aventures avec Purdey et Gambit : La Malédiction de Falkenstein… , Le Repaire de l'Aigle, Le secret de Midas, La Mort avait des ailes, Le Cybernaute, Le mystère de la planète « Y ». Sorti le 1er juillet 1980 aux éditions Junior SA Productions dans la Collection Télé Junior.

## Relations avec d'autres films et séries
L'épisode Le Vengeur volant (1967) fait un clin d'œil à la série télévisée Batman avec Adam West : John Steed combat le méchant (l'épisode tourne autour d'un comics) à l'aide de panneaux où sont inscrites des onomatopées telles que « Bing ! Vlan !… » le tout appuyé par des interventions musicales de cuivres en « mickey-mousing ». L'épisode Etrange hôtel (1968) est quant à lui un épisode hommage à la série Le Prisonnier avec Patrick McGoohan.
L'épisode Le Legs (1968) est une relecture du film Le Faucon maltais réalisé par John Huston en 1941. De même, l'épisode Je vous tuerai à midi (1968) est un pastiche du film Le train sifflera trois fois. Plusieurs autres références au cinéma se glissent régulièrement dans la série : le personnage féminin du Tigre caché (1967) s'inspire de celui du film La Féline, Steed et Emma imitent Jane et Tarzan dans Petit Gibier pour gros chasseurs, Homicide et vieilles dentelles (1969) reprend les tantes excentriques du film Arsenic et vieilles dentelles réalisé par Frank Capra, tandis que l'épisode Un chat parmi les pigeons (1976) fait directement référence dans ses dialogues ('They come in through the chimney ! Did you see that film ? Oh, terrible !") aux Oiseaux d'Alfred Hitchcock. Enfin, Steed, Purdey et Gambit sifflent l'air du Pont de la rivière Kwaï dans l'épilogue du Repaire de l'Aigle (1976).
Honor Blackman tournera dans un James Bond, Goldfinger. Diana Rigg également dans Au service secret de Sa Majesté, où Joanna Lumley a d'ailleurs un rôle. Et Patrick Macnee, lui, sera dans Dangereusement vôtre. Anna Quayle, partenaire de John Steed dans un seul épisode en 1967, sera la même année au générique de Casino Royale.
Diana Rigg, dans un rôle proche de celui d'Emma Peel, apparaîtra dans deux courts métrages, Diadem et The Minikillers en 1969. Son personnage peut être vu rangeant des objets dérivés de la série Doctor Who, autre création de Sydney Newman dans l'épisode Death at Bargain Prices. Diana Rigg y jouera d'ailleurs un rôle bien des années après.
Honor Blackman aussi fait une apparition dans la série britannique Doctor Who, auprès du sixième Docteur.

## Adaptations cinématographiques
En 1968, sort en France le film Chapeau melon et bottes de cuir se rebiffent présenté comme une œuvre de cinéma, distribué par Audifilm. Il s'agissait en fait d'un remontage de deux épisodes de la cinquième saison de la série, Le Vengeur volant et Le retour des cybernautes, encore inédits à la télévision, et qui ne seront diffusés sur le petit écran qu'en 1973.
En 1998, une adaptation cinématographique est réalisée par Jeremiah S. Chechik, sous le titre éponyme de Chapeau melon et bottes de cuir, avec Uma Thurman, Ralph Fiennes et Sean Connery, sans être bien accueillie par la critique. Les personnages mis en scène sont ceux de John Steed et Emma Peel qui, avec le temps, est devenue sa partenaire emblématique. Le film ne prétend pas suivre la canonicité. Patrick Macnee fait une apparition dans le rôle du colonel invisible. Ce film fut un échec, les fans accusant les producteurs d'avoir trahi l'esprit de la série originale. Dans le film, Uma Thurman (1,80 m) utilise une Jaguar Type E parce qu'elle n'arrivait pas à rentrer ses jambes dans la Lotus Elan que conduisait la vraie Emma Peel (Diana Rigg).

## Un projet avorté de troisième série
En avril 1987, il est annoncé une troisième série, la décision est prise. Dix ans après l'avoir rangé au vestiaire, Patrick Macnee va à nouveau décrocher le célèbre chapeau melon de John Steed et se lancer dans de nouvelles aventures. CBS prévoit le tournage d'un téléfilm de deux heures avec Patrick Macnee et Diana Rigg puis, si le public réagit favorablement, on se lancera dans le tournage de 22 épisodes en neuf mois. « Mais pas avec moi », précise aussitôt Patrick Macnee. « Je suis bien trop vieux. J'ai dit au producteur de me remplacer par un John plus jeune. À 65 ans, je ne peux plus incarner ce genre de héros ».
Le téléfilm annoncé ne fut pas réalisé et le projet d'une troisième série avorta.

## Version américaine de la série
En 1978, le scénariste Brian Clemens écrit et produit le pilote intitulé Escapade, réalisé par Jerry London pour le producteur Quinn Martin afin de vendre la série sur le territoire américain. Le téléfilm met en scène deux agents américains, Joshua Rand et Suzy obéissant aux ordres d'un ordinateur nommé Oz et se veut être une version américaine de Chapeau melon et bottes de cuir. Incarnés à l'écran par les acteurs Granville Van Dusen (en) et Morgan Fairchild, ils jouent dans le premier épisode dont le titre est I Thought It Was Someone I Knew. Diffusé le 19 mai 1978 sur CBS, il ne connaît pas d'épisodes suivants. La série reste donc inachevée et sans suite[source insuffisante].

## Anecdotes
- L'actrice Diana Rigg a été anoblie par la reine d'Angleterre.
- Dans l'épisode Clowneries (saison 6), une curiosité : Sir Jeremy, surpris qu'un visiteur vienne sonner à sa porte, se lève et dit : « Quelqu'un à cette heure-ci ? » dans la version française alors qu'il ne dit rien dans la version originale. L'inverse se produit au début de l'épisode Miroirs (saison 6) : après avoir tiré sur l'agent secret, la voix dit « Fool! » en version originale mais elle ne dit rien en version française.
- Si John Steed affectionnait ses Rolls-Royce et Bentley des années 1920 et 1930, ce n'était pas du tout le cas de Patrick Macnee, qui avait une telle horreur des voitures de collection qu'à la fin du tournage d'un épisode de la série, en 1963, il se précipita ostensiblement au London Motor Show pour aller essayer un tout nouveau prototype Jaguar.
- John Steed est armé d'une canne-épée quand Emma Peel portait occasionnellement un Webley Pocket Revolver ou un Webley Police & Civilian (dans sa version Mk 3). Signalons cependant que Steed ne se servira de sa canne-épée que deux fois dans la série : dans l'épisode Cette grandeur qu'était Rome (saison 3) et Homicide et Vieilles dentelles (saison 6 ). Cependant, il s'en sert dans le générique d'ouverture de la saison 5 pour attraper un œillet et le donner à Emma. Pareillement, Emma se sert rarement de son révolver. D'une manière générale, tous les partenaires de Steed ainsi que lui-même recourent rarement aux armes, préférant le combat à mains nues (y compris dans les New Avengers).
- Les vêtements ont été créés par Pierre Cardin mais la célèbre tenue de la reine du péché que porte Emma dans Le Club de l'enfer (saison 4) a été dessinée par Diana Rigg elle-même. Patrick Macnee dessinera également ses tenues pour la saison 6.
- Le rôle d’Emma Peel devait être interprété par Elizabeth Shepherd. Après avoir joué dans la première version de Voyage sans retour, et une partie de Cœur à cœur, elle fut jugée trop classique aux yeux des producteurs, et remplacée par Diana Rigg[18].
- L'actrice Tracy Reed (1941-2012) était la plus sérieuse concurrente de Linda Thorson pour le rôle de Tara King[19],[20]. Elle est guest-star dans l'épisode "Trop d'indices". Jane Merrow, née en 1941, qui joue dans l'épisode "Mission Très Improbable", était également pressentie.

## Dans la culture populaire
- Le clip vidéo de la chanson Don't Get Me Wrong (album Get Close, 1986) du groupe de musique Pretenders est un hommage à la série, où la chanteuse Chrissie Hynde interprète le rôle d'Emma Peel et rencontre John Steed.
- La chanson Emma (album La Ouache, 1998) du groupe de musique français Matmatah fait référence à Emma Peel et Tara King.